# Brachypalpus oarus
Brachypalpus oarus är en tvåvingeart som först beskrevs av Walker 1849.  Brachypalpus oarus ingår i släktet mulmblomflugor, och familjen blomflugor. Inga underarter finns listade i Catalogue of Life.